# Požega-Slavonië
De provincie Požega-Slavonië (Kroatisch: Požeško-slavonska županija) is een Kroatische provincie in centraal Slavonië. De hoofdstad is Požega. Volgens een volkstelling in 2001 wonen hier 85.831 mensen.
De provincie Požega-Slavonia grenst aan de provincie Bjelovar-Bilogora in het noordwesten, de provincie Virovitica-Podravina in het noorden, de provincie Osijek-Baranja in het noordoosten, de provincie Brod-Posavina in het zuiden, en de provincie Sisak-Moslavina in het zuidwesten.

## Bestuurlijke indeling
De provincie Požega-Slavonija is onderverdeeld in:
- De provinciehoofdstad Požega
- De stad Lipik
- De stad Pakrac
- De stad Pleternica
- De gemeente Brestovac
- De gemeente Čaglin
- De gemeente Jakšić
- De gemeente Kaptol
- De gemeente Kutjevo
- De gemeente Velika

## Provinciale regering
Huidige leiderschap:
- Župan (prefect): Anto Bagarić (HDZ)

De provinciale assemblee, met Radoslav Galić (DC) als voorzitter, is samengesteld uit 41 vertegenwoordigers van de volgende politieke partijen:
- Kroatische Democratische Unie (HDZ): 15
- Kroatische Boerenpartij (HSS): 4
- Sociaaldemocratische Partij van Kroatië (SDP): 15
- HSP-IL Zec: 4
  - Onafhankelijk - Vlado Zec
  - Kroatische Partij van Rechten (HSP)
- HSU-DC-HSLS: 3
  - Kroatische Senioren Partij (HSU)
  - Democratisch Centrum (DC)
  - Kroatische Sociaal Liberale Partij (HSLS)

Gebaseerd op de verkiezingsresultaten van 2005.